# Haag (Geiselwind)
Haag ([ˈhaːk] ⓘfränkisch: Hoch), bestehend aus den ehemaligen Dörfern Mittelhaag und Oberhaag, ist ein Gemeindeteil des Marktes Geiselwind im unterfränkischen Landkreis Kitzingen. Haag in der Gemarkung Dürrnbuch. Eine Lohmühle befand sich bis ins 17. Jahrhundert auf dem Gebiet von Haag.

## Geografische Lage
Das Dorf liegt am Schwarzbrunnenbach, dem rechten Oberlauf des Schwarzbachs. Die Staatsstraße 2257 führt nach Prühl (2,6 km südwestlich) bzw. nach Geiselwind zur Anschlussstelle 76 der Bundesautobahn 3 (2,4 km nördlich). Eine Gemeindeverbindungsstraße führt nach Dürrnbuch zur Kreisstraße KT 51 (1,8 km westlich).

## Geschichte
Erstmals erwähnt wurde Haag im Jahr 1269. Das Dorf ist seit frühester Zeit durch den Schwarzbachgrund in zwei Teile geteilt. 1313 wurde es „Niedernhage“ und „Obernhage“ genannt. Im Jahr 1544 verkaufte Jörg von Vestenberg ein halbes Gut zu „Hag“ an die Grafen zu Castell. Bald darauf war das Hofgut verlassen. Zeitweise war das Dorf wohl weitgehend entsiedelt und lag wüst, im Jahr 1569 waren noch drei Häuser im Ort bewohnt. 1586 kamen wiederum mehrere Güter von den Herren von Vestenberg an andere Eigentümer, unter anderem wohl an das Kloster Ebrach. Eines davon wurde nicht mehr bebaut.
Im Dreißigjährigen Krieg verwüsteten durchziehende Truppen beide Dorfteile und zerstörten sie vollständig. So wird Haag 1678 als ein „dorff geweßen“ beschrieben. Am Ende des 17. Jahrhunderts entstand auf den Ruinen der alten Dörfer Mittelhaag, das mit dem wiederaufgebauten Oberhaag vereinigt wurde.
Im Rahmen des Gemeindeedikts (frühes 19. Jahrhundert) wurde Haag dem Steuerdistrikt Kirchrimbach zugeordnet. Mit dem Zweiten Gemeindeedikt (1818) entstand die Ruralgemeinde Haag, zu der Dürrnbuch gehörte. Sie unterstand in Verwaltung und Gerichtsbarkeit dem Herrschaftsgericht Burghaslach und dem Rentamt Scheinfeld,.nach dessen Auflösung im Jahr 1818 dem Rentamt Iphofen. 1852 kam die Gemeinde an das Landgericht Scheinfeld. Für die Verwaltung war ab 1862 das Bezirksamt Scheinfeld zuständig (1939 in Landkreis Scheinfeld umbenannt) und für die Finanzverwaltung ab 1879 das Rentamt Markt Bibart (1919–1929: Finanzamt Markt Bibart, seit 1929: Finanzamt Kitzingen). Die Gerichtsbarkeit blieb bis 1879 beim Landgericht Scheinfeld, von 1880 bis 1973 war das Amtsgericht Scheinfeld zuständig, seitdem ist es das Amtsgericht Kitzingen. Die Gemeinde Haag hatte 1964 eine Gebietsfläche von 5,536 km². Am 1. Januar 1972 wurde sie im Rahmen der Gebietsreform in Bayern nach Geiselwind eingegliedert.

### Einwohnerentwicklung
Gemeinde Haag
| Jahr      | 1818  | 1840   | 1852   | 1855   | 1861   | 1867   | 1871   | 1875   | 1880   | 1885   | 1890   | 1895   | 1900   | 1905   | 1910   | 1919   | 1925   | 1933   | 1939   | 1946   | 1950   | 1952   | 1961   | 1970   |
| Einwohner | 240   | 244    | 265    | 267    | 242    | 255    | 237    | 249    | 247    | 250    | 238    | 219    | 204    | 200    | 195    | 212    | 218    | 196    | 194    | 280    | 290    | 263    | 198    | 186    |
| Häuser    | 42    | 42     |        |        |        |        | 44     |        |        | 41     | 39     |        | 39     |        |        |        | 38     |        |        |        | 36     |        | 39     |        |
| Quelle    | [ 8 ] | [ 14 ] | [ 15 ] | [ 15 ] | [ 16 ] | [ 17 ] | [ 18 ] | [ 19 ] | [ 20 ] | [ 21 ] | [ 22 ] | [ 15 ] | [ 23 ] | [ 15 ] | [ 24 ] | [ 15 ] | [ 25 ] | [ 15 ] | [ 15 ] | [ 15 ] | [ 26 ] | [ 15 ] | [ 10 ] | [ 27 ] |

Ort Haag
| Jahr      | 001818 | 001840 | 001861 | 001871 | 001885 | 001900 | 001925 | 001950 | 001961 | 001970 | 001987 |
| Einwohner | 146    | 154    | 152    | 151    | 160    | 126    | 128    | 182    | 128    | 129    | 107    |
| Häuser    | 26     | 29     |        |        | 26     | 25     | 25     | 25     | 27     |        | 33     |
| Quelle    | [ 8 ]  | [ 14 ] | [ 16 ] | [ 18 ] | [ 21 ] | [ 23 ] | [ 25 ] | [ 26 ] | [ 10 ] | [ 27 ] | [ 28 ] |

## Kultur und Sehenswürdigkeiten

### Baudenkmäler
- Friedhofskapelle Zum Guten Hirten. Sie wurde im Jahr 1923 im neoromanischen Stil errichtet.[29]

ehemaliges Baudenkmal
- Haus Nr. 18: Erdgeschossiges Wohnstallhaus von drei zu sechs Achsen im Wohnteil. Im Keilstein des Oberlichts der Tür datiert „1835“. Schlicht gefelderte zugehörige Doppeltür, deren einer Flügel geteilt ist. Hohes Sockelgeschoss mit Keller; Quadermauerwerk mit geknickten toskanischen Eckpilastern. Satteldach mit Halbwalm zur Straße, auf profiliertem steinernem Traufgesims, das sich als Gurtband an der Giebelsohle fortsetzt.[30]

### Brauchtum
Jährlich am 10. Juli begehen Haag und Dürrnbuch mit einem Gottesdienst den „Hagelfeiertag“, der auf Drängen der Bevölkerung zum Andenken an ein schweres Hagelunwetter im Jahr 1844 gestiftet worden sein soll. Ähnliche Brauchtümer gibt es in einigen benachbarten Orten.

### Sagen

#### Die Goldkohle
Ein Betrunkener kehrte von der Burghöchstädter Kirchweih zurück. Er zog gerade an der Haager Lohmühle vorbei, als es ihn nach einer Pfeife gelüstete. Allerdings hatte er kein Feuerzeug mehr und wollte sich gerade damit abfinden, auf seine Pfeife verzichten zu müssen, als er plötzlich auf einem Hügel ein kleines Feuer brennen sah. Er ging auf das Feuer zu und lud mit seiner Tabakspfeife ein Kohlenstück in seinen Pfeifenkopf.
Die Kohle blieb jedoch nicht in seinem Pfeifenkopf liegen, sondern fiel sofort wieder zu Boden. Ebenso erging es ihm mit einer zweiten und einer dritten Kohle. Der Mann sagte daraufhin: „Der Dreck taugt nicht einmal zum Pfeifenanbrennen!“ Plötzlich erhielt er rechts und links eine Ohrfeige, sodass sein Hut wegflog. Schnell rannte der Mann nach Hause. Am nächsten Tag schickte er seine Söhne, den Hut zu holen. Die Buben fanden den Hut und noch dazu drei Goldmünzen, vom Feuer war aber nichts mehr zu sehen.

#### Der Hemann
Der Hemann war ein Verwunschener, der in der Umgebung von Haag sein Unwesen trieb. Einst war er ein Jäger, wurde aber von einer Hexe verwünscht. Fortan musste er als ein Vogel in der Nacht umherfliegen. Der Hemann war so groß wie eine Gans mit schwarzen Flügeln und einer roten Brust. Während er flog, schrie er laut: „Hauk, hauk!“ Einmal besuchte er den Müller von Haag und sah ihm beim Dreschen zu. Dabei schrie er immer wieder sein Hauk, hauk.

## Bildung
Haag liegt heute im Sprengel der Drei-Franken-Grundschule im Hauptort Geiselwind. Ab der 5. Klasse besuchen die Kinder die Nikolaus-Fey-Mittelschule in Wiesentheid. Weiterführende Schulen können mit der Mädchenrealschule in Volkach, der Realschule in Ebrach und mit der Realschule in Dettelbach besucht werden. Gymnasien gibt es in Münsterschwarzach (Egbert-Gymnasium), Volkach-Gaibach (Franken-Landschulheim Schloss Gaibach), Wiesentheid (Steigerwald-Landschulheim) und Kitzingen (Armin-Knab-Gymnasium). Bereits in Mittelfranken liegt das Gymnasium Scheinfeld.

## Religion
Haag ist seit der Reformation gemischt konfessionell. Die Protestanten sind nach Rehweiler gepfarrt, die Katholiken nach St. Burkard (Geiselwind).